# Bar-sur-Loup (tổng)
Tổng Bar-sur-Loup là một tổng của Pháp. Tổng này nằm ở tỉnh Alpes-Maritimes trong vùng Provence-Alpes-Côte d’Azur.

## Các đơn vị hành chính
Tổng Bar-sur-Loup bao gồm các xã Valbonne, Roquefort-les-Pins, Tourrettes-sur-Loup, Le Rouret, Châteauneuf-Grasse, Le Bar-sur-Loup, Opio, Gourdon, Caussols và Courmes.

## Lịch sử
| Ngày bầu cử                                                          | Tên             | Đảng | Tư cách                           |
| -------------------------------------------------------------------- | --------------- | ---- | --------------------------------- |
| Michel Rossi est le premier Conseiller Général du Tổng Bar-sur-Loup. |                 |      |                                   |
| 1988                                                                 | M. Michel Rossi | UDF  | Thị trưởng của Roquefort-les-Pins |
| 1994                                                                 | M. Michel Rossi | UDF  | Thị trưởng của Roquefort-les-Pins |
| 2001                                                                 | M. Michel Rossi | UMP  | Thị trưởng của Roquefort-les-Pins |
| 2008                                                                 | M. Michel Rossi | UMP  | Thị trưởng của Roquefort-les-Pins |

## Biến động dân số
| 1882                                         | 1926 | 1962 | 1968 | 1975 | 1982 | 1990 | 1999   |
|                                              |      |      |      |      |      |      | 31 333 |
| -------------------------------------------- | ---- | ---- | ---- | ---- | ---- | ---- | ------ |
| Số liệu từ năm 1990: Dân số không tính trùng |      |      |      |      |      |      |        |